# Болотнинский район
Боло́тнинский райо́н — административно-территориальная единица (район) и муниципальное образование (муниципальный район) в Новосибирской области России.
Административный центр — город Болотное.

## География
Район расположен на северо-востоке Новосибирской области. Граничит с Томской и Кемеровской областями, Мошковским, Тогучинским, Колыванским районами Новосибирской области.
Территория района по данным на 2008 год всего — 337,4 тыс. га, в том числе сельхозугодья — 114,9 тыс. га (34,1 % всей площади). По территории района протекают малые несудоходные реки Болотная, Берёзовка, две реки Сосновка (севернее и южнее г. Болотное) и Икса.

## История
В XIX веке село Болотное (ж.д. станция Болотная) становится административным центром Болотнинской волости Томского уезда Томской губернии. На основе волости в 1923—1925, в рамках реформы районирования в РСФСР, формируется Болотнинский район — с ликвидацией прежней волости.
Район образован в 1924 году в составе Томского округа Сибирского края (краевой центр — город Новосибирск).
В 1930 году Сибирский край был разделён на западную и восточную части, и район оказался в составе Томского округа Западно-Сибирского края (в 1931 году Томский округ края был упразднён).
В 1937 году район был включён в новообразованную Новосибирскую область.
В 1956 году в состав района была включена часть земель расформированного Ояшинского района.
В 1964 году был упразднён Мошковский район, а его территория была включена в состав Болотнинского района. В 1972 году Мошковский район был воссоздан.

## Достопримечательности[4]
- Церковь во имя Преподобного Серафима Саровского в селе Турнаево — памятник деревянной культовой архитектуры, построена в 1913 году без единого гвоздя;[5]
- Государственный биологический заказник «Мануйловский» (площадь 12,0 тысяч га);
- Памятник природы регионального значения «Болото Сосновое»;
- Памятник природы регионального значения «Южная часть Таганского болота»;
- Территория железнодорожного вокзала;
- Железнодорожная водонапорная башня на берегу реки Болотная.

## Население
| 2002    | 2004    | 2009    | 2010    | 2011    | 2012    | 2013    |
| ------- | ------- | ------- | ------- | ------- | ------- | ------- |
| 32 348  | ↘31 423 | ↘30 181 | ↘29 943 | ↘29 291 | ↘28 970 | ↘28 607 |
| 2014    | 2015    | 2016    | 2017    | 2018    | 2019    | 2020    |
| ↘28 277 | ↘27 927 | ↘27 516 | ↘27 359 | ↘27 333 | ↘27 194 | ↘26 734 |
| 2021    |         |         |         |         |         |         |
| ↘25 892 |         |         |         |         |         |         |

Демография
Естественная убыль населения — 0,32. Миграционный прирост населения — 0,57.

### Урбанизация
В городских условиях (город Болотное) проживают 60,42 % населения района.

## Муниципально-территориальное устройство
В муниципальный район входят 15 муниципальных образований, в том числе 1 городское поселение и 14 сельских поселений.
| №        | Муниципальное образование | Административный центр | Количество населённых пунктов | Население (чел.) | Площадь (км²) |
| -------- | ------------------------- | ---------------------- | ----------------------------- | ---------------- | ------------- |
| 1e-06    | Городское поселение:      |                        |                               |                  |               |
| 1        | город Болотное            | город Болотное         | 1                             | ↗15 644          | 73,05         |
| 1.000002 | Сельские поселения:       |                        |                               |                  |               |
| 2        | Ачинский сельсовет        | село Ача               | 3                             | ↘557             | 139,30        |
| 3        | Байкальский сельсовет     | деревня Байкал         | 3                             | ↘597             | 173,28        |
| 4        | Баратаевский сельсовет    | деревня Баратаевка     | 7                             | ↘969             | 229,80        |
| 5        | Боровской сельсовет       | посёлок Бор            | 2                             | ↘797             | 189,69        |
| 6        | Варламовский сельсовет    | село Варламово         | 4                             | ↘713             | 225,58        |
| 7        | Дивинский сельсовет       | посёлок Дивинка        | 3                             | →967             | 111,56        |
| 8        | Егоровский сельсовет      | село Егоровка          | 7                             | ↘1415            | 304,81        |
| 9        | Зудовский сельсовет       | село Зудово            | 3                             | ↘619             | 320,47        |
| 10       | Карасёвский сельсовет     | село Карасёво          | 6                             | ↘876             | 334,81        |
| 11       | Корниловский сельсовет    | село Корнилово         | 3                             | ↘462             | 129,84        |
| 12       | Кунчурукский сельсовет    | село Кунчурук          | 3                             | ↘386             | 407,39        |
| 13       | Новобибеевский сельсовет  | село Новобибеево       | 4                             | ↘423             | 339,78        |
| 14       | Ояшинский сельсовет       | село Ояш               | 5                             | ↘802             | 179,49        |
| 15       | Светлополянский сельсовет | село Светлая Поляна    | 6                             | ↘1492            | 215,14        |

### Населённые пункты
В Болотнинском районе 58 населённый пункт
| №  | Населённый пункт       | Тип                     | Население | Муниципальное образование |
| -- | ---------------------- | ----------------------- | --------- | ------------------------- |
| 1  | Александровка          | деревня                 | ↘97       | Баратаевский сельсовет    |
| 2  | Ача                    | село                    | ↘492      | Ачинский сельсовет        |
| 3  | Байкал                 | деревня                 | ↘546      | Байкальский сельсовет     |
| 4  | Баратаевка             | деревня                 | ↘520      | Баратаевский сельсовет    |
| 5  | Берёзовка              | деревня                 | ↘10       | Ачинский сельсовет        |
| 6  | Болотное               | город                   | ↗15 644   | город Болотное            |
| 7  | Большая Чёрная         | деревня                 | ↘350      | Варламовский сельсовет    |
| 8  | Большеречка            | деревня                 | ↘283      | Баратаевский сельсовет    |
| 9  | Бор                    | посёлок                 | ↘663      | Боровской сельсовет       |
| 10 | Варламово              | село                    | ↘436      | Варламовский сельсовет    |
| 11 | Верхний Елбак          | деревня                 | ↘146      | Карасёвский сельсовет     |
| 12 | Витебск                | деревня                 | ↘257      | Боровской сельсовет       |
| 13 | Вознесенка             | деревня                 | ↗64       | Байкальский сельсовет     |
| 14 | Горн                   | деревня                 | ↗115      | Светлополянский сельсовет |
| 15 | Деревня имени Тельмана | деревня                 | ↘71       | Ояшинский сельсовет       |
| 16 | Дивинка                | посёлок                 | ↘763      | Дивинский сельсовет       |
| 17 | Егоровка               | село                    | ↗675      | Егоровский сельсовет      |
| 18 | Елфимово               | деревня                 | ↗154      | Ачинский сельсовет        |
| 19 | Зелёная Горка          | посёлок                 | ↘11       | Светлополянский сельсовет |
| 20 | Зудово                 | село                    | ↘314      | Зудовский сельсовет       |
| 21 | Камень                 | деревня                 | ↘17       | Новобибеевский сельсовет  |
| 22 | Кандереп               | деревня                 | ↘27       | Варламовский сельсовет    |
| 23 | Карасёво               | село                    | ↘539      | Карасёвский сельсовет     |
| 24 | Кармановка             | деревня                 | ↘46       | Корниловский сельсовет    |
| 25 | Киевка                 | деревня                 | ↘150      | Егоровский сельсовет      |
| 26 | Киряково               | деревня                 | ↘321      | Зудовский сельсовет       |
| 27 | Киселевка              | деревня                 | ↘15       | Егоровский сельсовет      |
| 28 | Козловка               | деревня                 | ↘143      | Зудовский сельсовет       |
| 29 | Корнилово              | село                    | ↘379      | Корниловский сельсовет    |
| 30 | Краснознаменка         | деревня                 | ↗71       | Варламовский сельсовет    |
| 31 | Кривояш                | деревня                 | ↘426      | Егоровский сельсовет      |
| 32 | Кругликово             | деревня                 | ↘280      | Карасёвский сельсовет     |
| 33 | Кунчурук               | село                    | ↗465      | Кунчурукский сельсовет    |
| 34 | Кустово                | деревня                 | ↘0        | Кунчурукский сельсовет    |
| 35 | Лебяжье                | деревня                 | ↘12       | Егоровский сельсовет      |
| 36 | Малиновка              | деревня                 | ↘95       | Байкальский сельсовет     |
| 37 | Мануйлово              | деревня                 | ↘111      | Баратаевский сельсовет    |
| 38 | Насоново               | деревня                 | ↗4        | Карасёвский сельсовет     |
| 39 | Новая Поляна           | деревня                 | ↘7        | Карасёвский сельсовет     |
| 40 | Новая Чебула           | деревня                 | ↘277      | Светлополянский сельсовет |
| 41 | Новобибеево            | село                    | ↘493      | Новобибеевский сельсовет  |
| 42 | Новоселье              | деревня                 | →0        | Ояшинский сельсовет       |
| 43 | Ояш                    | село                    | ↘778      | Ояшинский сельсовет       |
| 44 | Правососновка          | деревня                 | ↘90       | Корниловский сельсовет    |
| 45 | Сабановка              | деревня                 | ↗50       | Баратаевский сельсовет    |
| 46 | Светлая Поляна         | село                    | ↘867      | Светлополянский сельсовет |
| 47 | Сибиряк                | посёлок                 | ↘187      | Светлополянский сельсовет |
| 48 | Старобибеево           | деревня                 | ↗22       | Новобибеевский сельсовет  |
| 49 | Старый Елбак           | деревня                 | ↘34       | Карасёвский сельсовет     |
| 50 | Таганай                | село                    | ↘185      | Светлополянский сельсовет |
| 51 | Таскаево               | деревня                 | ↘84       | Баратаевский сельсовет    |
| 52 | Терск                  | деревня                 | ↘72       | Егоровский сельсовет      |
| 53 | Турнаево               | село                    | ↘271      | Дивинский сельсовет       |
| 54 | Тын                    | железнодорожная станция | ↘14       | Дивинский сельсовет       |
| 55 | Усть-Тула              | деревня                 | ↘1        | Новобибеевский сельсовет  |
| 56 | Чахлово                | деревня                 | ↘184      | Егоровский сельсовет      |
| 57 | Шумиха                 | деревня                 | ↗43       | Ояшинский сельсовет       |
| 58 | Эстонка                | деревня                 | ↘68       | Ояшинский сельсовет       |

| №  | Населённый пункт | Тип                     | Год упразднения |
| -- | ---------------- | ----------------------- | --------------- |
| 1  | Абрамовка        | деревня                 | 2025            |
| 2  | Алексеевка       | деревня                 | 1988            |
| 3  | Баксон           | деревня                 | 1971            |
| 4  | Барнаулка        | деревня                 | 1983            |
| 5  | Белое Озеро      | деревня                 | 1977            |
| 6  | Ближний          | посёлок                 | 1977            |
| 7  | Борзинск         | деревня                 | 1971            |
| 8  | Бутырск          | деревня                 | 1971            |
| 9  | Верхотуровка     | деревня                 | 2025            |
| 10 | Вишневский       | посёлок                 | 1968            |
| 11 | Горбуновка       | деревня                 | 1971            |
| 12 | Дальний          | посёлок                 | 1968            |
| 13 | Демидо-Карповка  | деревня                 | 1982            |
| 14 | Дубровинка       | деревня                 | 1971            |
| 15 | Еловый Падун     | деревня                 | 1971            |
| 16 | Захаровка        | деревня                 | 1982            |
| 17 | Игрушка          | деревня                 | 1977            |
| 18 | Икса             | деревня                 | 1973            |
| 19 | Камышинка        | деревня                 | 1968            |
| 20 | Красная          | деревня                 | 1973            |
| 21 | Красное Озеро    | деревня                 | 1981            |
| 22 | Кривозёровка     | деревня                 | 1985            |
| 23 | Крутая           | деревня                 | 1968            |
| 24 | Левотерск        | деревня                 | 1983            |
| 25 | Луговая          | деревня                 | 1973            |
| 26 | Любомировка      | деревня                 | 1973            |
| 27 | Майский          | посёлок                 | 1981            |
| 28 | Макаровка        | деревня                 | 1982            |
| 29 | Малочёрное       | деревня                 | 1971            |
| 30 | Маметьевка       | деревня                 | 1977            |
| 31 | Медведка         | деревня                 | 1971            |
| 32 | Михайловка       | деревня                 | 1971            |
| 33 | Морозовка        | деревня                 | 1971            |
| 34 | Новогеоргиевка   | деревня                 | 2011            |
| 35 | Новый Елбак      | деревня                 | 1977            |
| 36 | Овражное         | деревня                 | 1971            |
| 37 | Октябрьск        | деревня                 | 1971            |
| 38 | Ольгинка         | деревня                 | 1971            |
| 39 | Пермяк           | деревня                 | 1971            |
| 40 | Родионовка       | деревня                 | 1973            |
| 41 | Рыбкинск         | деревня                 | 2025            |
| 42 | Савиново         | деревня                 | 1988            |
| 43 | Сарбоян          | железнодорожный разъезд | 1971            |
| 44 | Смирновка        | деревня                 | 1971            |
| 45 | Советск          | деревня                 | 1971            |
| 46 | Советский        | посёлок                 | 1981            |
| 47 | Соловьёвка       | деревня                 | 1971            |
| 48 | Старая Чебула    | деревня                 | 1971            |
| 49 | Сухая Протока    | посёлок                 | 1971            |
| 50 | Сухиново         | деревня                 | 1971            |
| 51 | Угловая          | деревня                 | 1971            |
| 52 | Уфимка           | деревня                 | 1988            |
| 53 | Ширяевка         | деревня                 | 1983            |
| 54 | Ясная Поляна     | посёлок                 | 1971            |

## Экономика

### Промышленность
- ЗАО «Тара» (производство гофротары) - ликвидировано
- ООО «Шанс» (швейное производство)
- ООО «Болотнинский кирпичный завод» - ликвидировано
- ООО «Бисквит Ново» (производство кондитерских изделий) - ликвидировано
- Болотнинское ППО (производство хлебобулочных, кондитерских, макаронных изделий) - ликвидировано
- ООО «Агросоюз» (переработка льна) - ликвидировано
- ОАО «РЖД» − Вагонное ремонтное депо Болотная (ремонт грузовых вагонов)
- ООО «Труд» (газораспределительная организация) - ликвидировано

### Транспорт
Через район проходит автодорога федерального значения М53 «Байкал» и участок Транссибирской железнодорожной магистрали «Новосибирск—Юрга».
Протяжённость автомобильных дорог в районе — 403,1 км, в том числе с твёрдым покрытием — 344,17 км.

## Выдающиеся люди
Попович Марина Лаврентьевна — знаменитая летчица, писательница и уфолог. Её семья была эвакуирована в Болотнинский район во время Великой Отечественной войны.
Герои Советского Союза:
- Бабахин Калистрат Иванович;
- Борисов Николай Денисович;
- Забобонов Иван Семенович;
- Иванов Василий Харламович;
- Котов Георгий Карпович;
- Лызин Василий Петрович;
- Миронов Алексей Николаевич;
- Пупков Михаил Алексеевич;
- Сарыгин Александр Васильевич.

Земляки, погибшие в Афганистане:
- Виноградов Сергей Михайлович;
- Зайцев Сергей Алексеевич;
- Изотов Леонид Алексеевич;
- Левко Александр Леонидович;
- Оснач Сергей Михайлович;
- Негатин Юрий Леонидович;
- Шкробов Евгений Иванович;
- Поташенко Юрий Владимирович.